# 黄禹锡 (五代)
黄禹锡（?—?），字仲元，号雪操，五代十国时期闽泉州晋江县镇安铺黄田（今福建省惠安县张坂镇后边村）人。
937年（闽通文二年、后晋天福二年），黄禹锡中进士，授校书郎、检校尚书。
949年（南唐保大七年、后汉乾祐二年），清源军节度使留从效授黄禹锡兵部员外郎、检校尚书，凡是军政机密大事，都与他商量，交他办理。后周显德年间（954年－960年），后周世宗先击败契丹，又进攻南唐，夺取江北、淮南14州，大有一统天下之势。为了结好后周，留从效派遣时任别驾的黄禹锡持奏章，从偏僻小路，历尽艰险，前往后周都城开封府（今河南开封），上表称藩，进奉贡物；后周世宗接纳贡物，并下诏表彰，厚赐珍宝，但没有同意清源军成为后周的直接藩属。964年（北宋乾德二年），平海军节度使陈洪进任命黄禹锡为检校尚书、水部郎中兼莆田县令。
977年（太平兴国二年），陈洪进上表，将所辖泉、漳二州献给朝廷。其时，仙游县游洋洞人林居裔在仙游县百丈镇聚数百人反叛，并宣称此事为黄禹锡所策划。黄禹锡生气地斥责：“我禹锡头可断，就是贼不能当！”随即密遣长子黄观，到福州向两浙西南路转运使杨克让告急。黄观向杨克让陈说利害，杨克让立即率兵与黄观赶赴泉州。此前，林居裔获悉黄观往福州请兵之事，抓捕黄禹锡及次子黄薮，准备处决。杨克让与黄观率兵赶到，平息叛乱。不久，林居裔接受招安，向官府投降，却又被黄禹锡所杀。为此，宋太宗赐黄禹锡锦袍、玉笏以及“父子忠臣”的匾额。
黄禹锡死后葬于二十一都曾墓铺前（今福建省惠安县东园镇锦厝村）。